# De schoone slaapster en andere sprookjes
De schoone slaapster en andere sprookjes is een bewerking door Elisabeth Couperus-Baud van sprookjes naverteld door A.T. Quiller-Couch uit 1911.

## Geschiedenis
Arthur Quiller-Couch (1863-1944) was een Brits schrijver, geboren in hetzelfde jaar als de echtgenoot van de bewerkster, Louis Couperus (1863-1923), die in 1910 een verzameling sprookjes uit het oud-Frans bewerkte. Deze sprookjes werden geïllustreerd door Edmund Dulac (1882-1953). Nog geen jaar later bewerkte Couperus-Baud (1867-1960), die wel vaker vertaalde, deze sprookjes in een Nederlandse vertaling waarbij tevens de illustraties van Dulac werden overgenomen; het voorwoord van Quiller-Couch zoals opgenomen in de Engelse uitgave werd niet overgenomen.
Louis Couperus had overigens zelf het titelsprookje als een van zijn eerste publicaties als toneelstuk laten verschijnen en opvoeren onder de titel De schoone slaapster in het bosch (1886).

### Uitgave
De uitgave verscheen bij de Amsterdamse uitgever Van Holkema & Warendorf waar aan het eind van zijn leven ook haar man Louis Couperus werk het licht deed zien. Het boek werd een luxe uitgave met 29 los ingeplakte illustraties en op zwaar papier gedrukt. De linnen band werd in goud bestempeld met titel, de naam van de bewerker en illustrator en het voorplat voorzien van een illustratie van Dulac. De uitgave verscheen in een met een numerator genummerde oplage van 350 exemplaren. Het achterplat vermeldt dat het bindwerk werd verzorgd door de binderij Elias P. van Bommel te Amsterdam.